# ليو غامالهو
ليو غامالهو (بالبرتغالية: Léo Gamalho) (30 يناير 1986 ببورتو أليغري في البرازيل - ) هو لاعب كرة قدم برازيلي في مركز الهجوم لعب سابقاً في نادي الخور .

## وصلات خارجية
- ليو غامالهو على موقع دوري كوريا الجنوبية (الإنجليزية)
- ليو غامالهو على موقع قاعدة بيانات كرة القدم.إي يو (الإنجليزية)
- ليو غامالهو على موقع Soccerway.com (الإنجليزية)